# Алпамис йде в школу
«Алпамис йде в школу» (каз. «Алпамыс мектепке барады») — радянський дитячий художній фільм знятий на студії «Казахфільм» у 1976 році.

## Сюжет
Семирічний Каліхан не хоче ходити в школу і зі злості робить всякі капості. Наприклад, коли вчитель попросив принести в живий куточок тварин, Каліхан приніс змію. Однак, вчителю — навпаки — сподобалася незвичайна для школи тварина і він замість того, щоб насварити, похвалив Каліхана.
Алпамис, молодший товариш Каліхана, навпаки — дуже хоче в школу і переживає через те, що поки не може туди ходити. Однак він щодня приходить до школи і через вікно спостерігає за уроками, намагаючись чогось навчитися. Він дійсно опановує читання і рахування. Каліхан, бачачи успіхи Алпамиса, вирішує допомогти другу і під час виступу на Дні вчителя виводить того на сцену. Алпамис демонструє всім присутнім вміння читати і рахувати і його зараховують до першого класу.

## У ролях
- Ермек Толепбаєв — Алпамис
- Уран Сарбасов — Каліхан
- Бакен Кидикєєва — Галія, мати Алпамиса
- Макіль Куланбаєв — батько Алпамиса
- Канабек Байсеїтов — Мінар-ата
- Жексен Каїрлієв — учитель Батиржан Батирханович
- Тетяна Рулла — Варя
- Мухтар Отебаєв — бригадир
- Даріга Тлендієва — Рискал, мати Каліхана

## Знімальна група
- Режисер — Абдулла Карсакбаєв
- Сценарист — Роза Хуснутдінова
- Оператор — Абільтай Кастєєв
- Композитор — Нургіса Тлендієв
- Художник — Олександр Деріганов